# لوون میرزویان
لوون یسایی میرزویان (ارمنی: Լևոն Եսայիի Միրզոյան؛ دسامبر ۱۸۸۷ – ۲۶ فوریهٔ ۱۹۳۹) یک سیاستمدار اهل ارمنستان شوروی بود.
وی همچنین برنده جوایزی همچون نشان لنین شده‌است.
از ۲۱ ژانویه ۱۹۲۶ تا ۵ اوت ۱۹۲۹ میلادی میرزویان سردبیر حزب کمونیست جمهوری سوسیالیستی شوروی آذربایجان بود. از ۵ دسامبر ۱۹۳۶ تا ۳ مه ۱۹۳۸ میلادی وی دبیر اول حزب کمونیست جمهوری سوسیالیستی قزاقستان شوروی بود. لوون میرزویان در طول پاکسازی بزرگ اعدام شد.